# Michael Cherniavsky
Michael Cherniavsky (ur. 1922 w Harbinie, zm. 12 lipca 1972 w Pittsburgu) – amerykański historyk pochodzenia rosyjskiego. Badacz dziejów dawnej Rusi.

## Życiorys
Urodził się w rodzinie emigrantów z Rosji w mandżurskim Harbinie. Do USA przybył w 1939 roku i rozpoczął studia, przerwane służbą wojskową na Uniwersytecie w Berkeley. Był uczniem Ernsta Kantorowicza.

## Wybrane publikacje
- The history of Soviet Union opinion of the United States 1936-1946, as expressed in Russian newspapers, journals, books and other sources, Berkeley 1947.
- The concept of prince in medieval Russia 1300-1500, Berkeley 1952.
- Holy Russia. A study in the history of idea, „Amercian Historical Review” 63 (1958), z. 3, s. 617–637.
- Khan or basileus. An aspect of Russian medieval political theory, „Journal of the History of Ideas” 20 (1959), s. 459–476.
- Tsar and people. Studies in Russian myths, New Heaven 1961 (wyd. 2 New York 1970).
- Corporal Hitler, General Winter and the Russian peasant, „Yale Review” 51 (1962), z. 4, s. 547–558.
- The old believers and the new religion, „Slavic Review” 25 (1966), z. 1, s. s. 1–39.
- Ivan the Terrible as a Renaissance Prince, „Slavic Review” 27 (1968), s. 195–211.
- (redakcja) The structure of Russian history. Interpretive essays, ed. M. Cherniavsky, New York 1970.

## Publikacje w języku polskim
- Chan czy basileus. O pewnym aspekcie średniowiecznej ruskiej myśli politycznej, przeł. Mirosław Filipowicz, „Kresy”, nr 24 (4)/1995, s. 111–121.
- Iwan Groźny jako książę renesansu, przeł. Mirosław Filipowicz, „Rocznik Instytutu Europy Środkowo-Wschodniej” 5 (2007), s. 97–113